# Фаджоли, Джанкарло
| Открытые астероиды: 4 Все открытия сделаны совместно с Лучано Тези | Открытые астероиды: 4 Все открытия сделаны совместно с Лучано Тези |
| ------------------------------------------------------------------ | ------------------------------------------------------------------ |
| (144303) Mirellabreschi                                            | 16 февраля 2004                                                    |
| (172734) Giansimon                                                 | 10 февраля 2004                                                    |
| (191582) Kikadolfi                                                 | 20 декабря 2003                                                    |
| (283057) Casteldipiazza                                            | 24 июля 2008                                                       |

Джанкарло Фаджоли (итал. Giancarlo Fagioli, 1940) — это итальянский астроном и первооткрыватель астероидов, который работает в обсерватории Пистойезе. В период с 2003 по 2004 год совместно с другим итальянским астрономом Лучано Тези им было обнаружено в общей сложности 4 астероида.
В знак признания его заслуг одному из астероидов было присвоено его имя (27959) Фаджоли.